# 대한장애인양궁협회
대한장애인양궁협회(大韓障礙人洋弓協會, Korea Archery Association for The Disabled, KAAD)는 대한민국의 장애인 양궁을 관할하는 스포츠 행정 기구이다. '한국장애인양궁협회'로 설립한 후, 2007년 1월에 '대한장애인양궁협회'로 명칭을 변경했다. 2007년 1월에 대한장애인체육회 가맹 단체가 되었다.

## 참고 문헌
- “대한장애인체육회 가맹 단체”. 대한장애인체육회.
- 《2019 체육백서》. 대한민국 문화체육관광부. 2021.
- 《2022 체육백서》. 대한민국 문화체육관광부. 2024.

## 같이 보기
- 대한민국의 장애인 양궁
- 대한양궁협회